# الشركة القطلونية

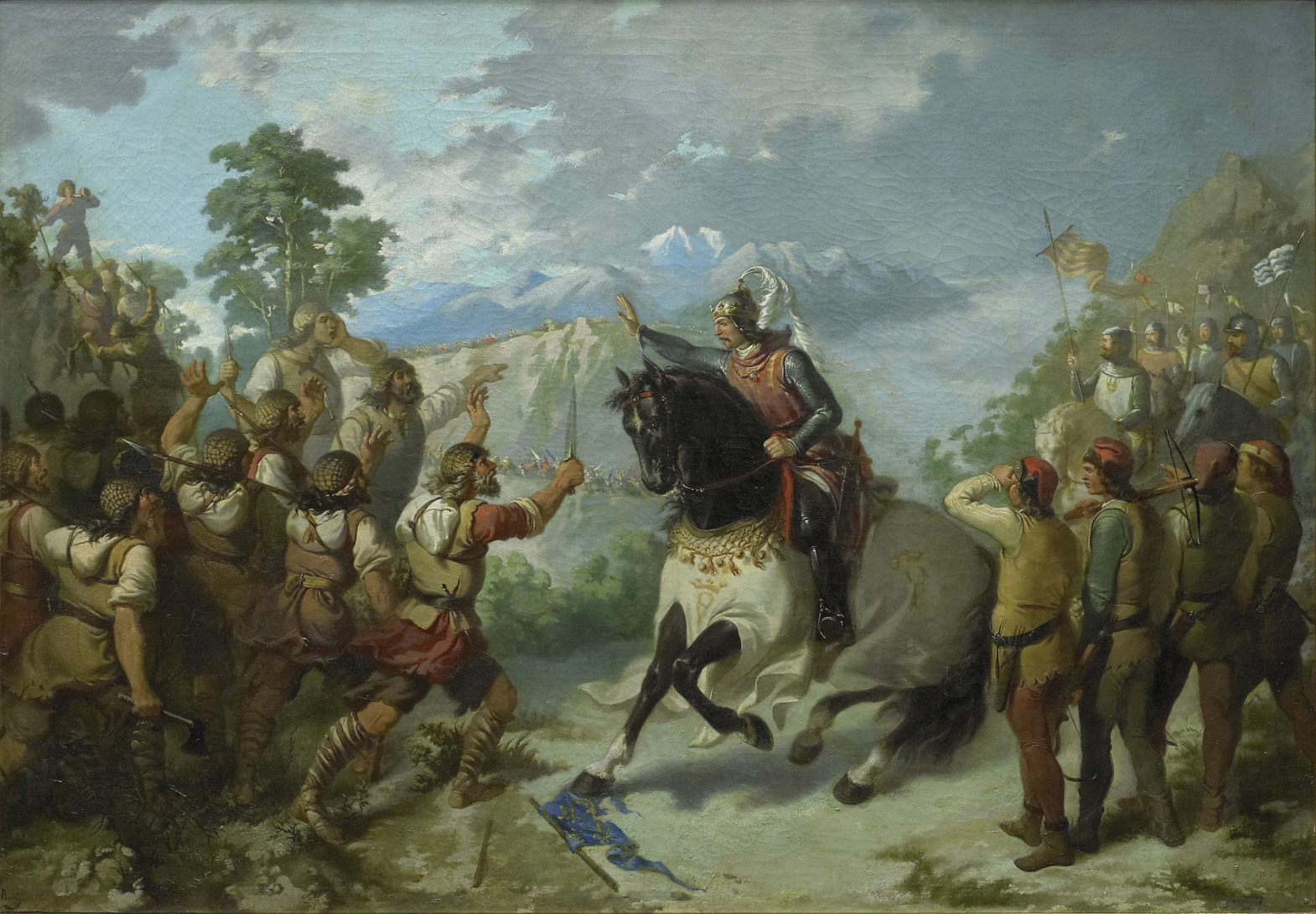
بطرس الأكبر مع الموغافار في معركة العقيد دي بانيسار. بارتوميو ريبو تيريز (1866).

الشركة القطلونية أو القطلونية الكبرى (باللغة الكاتالونية: Gran Companyia Catalana) كانت شركة من المرتزقة بقيادة روجر دي فلور في أوائل القرن الرابع عشر استخدمهم الإمبراطور البيزنطي أندرونيكوس الثاني باليولوج لمكافحة القوة المتزايدة للأتراك. تم تشكيلها من قبل محاربين متمرسين ("الموغافار") شاركوا في حرب صلاة الغروب ممن ظلوا عاطلين عن العمل بعد التوقيع في عام 1302 على سلام كالتابيلوتا بين تاج أراغون وأسرة الأنجفين الحاكمة الفرنسية.